# Рюттен
Рюттен (нід. Rutten) — село в Нідерландах, у муніципалітеті Нордостполдер, провінція Флеволанд. Розташоване за 8 км на північний захід від адміністративного центру муніципалітету — міста Еммелорд. Станом на 2017 рік у селі мешкало 1 680 осіб (875 чоловіків і 805 жінок) у 650 домогосподарствах. Площа території, приписаної до села, становить 43,79 км², з яких суходолу — 43,20 км², водної поверхні 0,60 км².

## Походження назви
Село отримало назву на честь поселення Ruthne, яке існувало на півночі острова Урк і було затоплене водами Зейдерзе у XIV столітті. Для новоствореного села останні дві букви у назві поміняли місцями, з метою адаптувати назву до сучасної нідерландської вимови.
Топонім Ruthne походить від германського слова ruhitha, що означає «хащі, чагарники» або «рослинність, що росте на заболочених землях».

## Історія
Будівництво села почалося у 1952 році, а заселення — у 1953 році. Автором проекту забудови став архітектор і спеціаліст із планології Вігер Брюн (Wieger Bruin). З планом у селі, де мало жити 1 000 осіб, звели дві школи, дві церкви, невелику пожежну станцію, промислову зону ті спортивний комплекс із гімнастичним залом, тенісним кортом і футбольним полем.

## Географія
Розташування сучасного Рюттена дещо відрізняється від запроектованого: згідно первісних планів село мало розташовуватися приблизно за 2,5 км на південний захід, біля перетину доріг Polenweg та Wrakkenweg. Однак через те, що вирішили створити кілька додаткових поселень, Бант і Крейл, розташування села Рюттен пересунули на північ.
Сучасний Рюттен розташований на каналі Ruttense Vaart і ділиться чотирма шляхами на чотири частини, з яких забудовано лише три, а четверта, південно-східна, призначена для рекреаційної зони. На заході Рюттена розташована промислова зона площею близько 1 га. На півдні села лежить кладовище, розташовані різноманітні спортивні майданчики та ковзанка. У північно-східній частині села розташовані протестантська і римо-католицька церкви, та римо-католицька школа. У південно-західній частині села діє друга, державна школа. У південно-східній частині лежить парк Het groene kwadrant, поруч з яким розташовані кафе De Stiepe і спортивний зал De Kwartslag. У північно-західній частині також розташований дитячий садочок.

## Транспорт
Як і в інших населених пунктах муніципалітету Нордостполдер, у Рюттені відсутнє залізничне сполучення.
Громадський транспорт представлений єдиним автобусним маршрутом № 77, який з'єднує Рюттен із Еммелордом, Еспелом, Крейлом і Леммером.
Основним автошляхом, що проходить через село, є траса N712, яка сполучає Рюттен із Леммером (Фрисландія) і Урком.

## Спорт
У Рюттені діє аматорський футбольний клуб Rutten Komt Op (RKO), тенісний клуб TCR, волейбольний клуб Rutten'88 і більярд. Є клуб з веслування, для чоловіків і жінок, під назвою GIA (Gang Is Alles), та ковзанярський клуб STC Rutten, в якому близько 300 членів. Діє мотоклуб MC NOP, для якого на схід від села, біля автостради А6, створене поле для мототреку із трасою довжиною в 1250 м.

## Пам'ятки
На території села розташований комплекс національних пам'яток — насосна станція, зведена у 1939—1941 роках архітектором Дірком Розенбургом, та дві ферми, зведені у 1954 році, які мають статус пам'яток місцевого значення.